# Вільям Уріччіо
Вільям Уріччіо (англ. William Charles Uricchio) — професор порівняльних медійних досліджень у Массачусетському технологічному університеті (англ. MIT, Massachusetts Institute of Technology) та професор порівняльної історії медіа в Утрехтському університеті. Разом із Генрі Дженкінсом Уріччіо розробив програму порівняльних медіа-досліджень у Массачусетському технологічному університеті.

## Академічні досягнення
Вільям Уріччіо отримав ступені магістра та доктора філософії у кінознавстві у Нью-Йоркському університеті.
Уріччіо також був гостьовим професором у Стокгольмському університеті, Вільному університеті Берліна, Університеті науки і техніки Китаю, Марбургському університеті та Геттінгенському університеті імені Георга Августа. Вільям Уріччіо є лауреатом стипендій Гуггенхайма, Фулбрайта, Гумбольдта та Берлінської премії.
У Массачусетському технологічному університеті Уріччіо є головним дослідником відкритої документальної лабораторії MIT. Його наукова діяльність сфокусована на розгляді взаємодії медіа-технологій та культурних практик відносно (реконструкції) репрезентації, знань та громадськості. Уріччіо також є редактором (разом з Джеспер Джуул та Джеоффом Лонгом) періодичного видання Массачусетського технологічного університету MIT Press Playful Thinking Series на теми, що стосуються ігор.
Наразі Уріччіо працює над двома книгами; перша описує глибоке минуле та потенційне майбутнє документалістики, друга фокусується на культурній роботі алгоритмів.

## Дослідницька робота
Вільям Урічіо розглядає взаємодію медіа-технологій та культурних практик та їх роль у (реконструкції) репрезентації, знань та громадськості. Частково він досліджує та розробляє нову історію «старих» засобів масової інформації (ранню фотографію, телефонію, фільми, мовлення та нові медіа) у період їх становлення. І, частково, досліджує взаємодію медіа-культур та їх аудиторії через дослідження у таких сферах, як спільноти однолітків та культурне громадянство, раннє німецьке кіно та німецьке телебачення у 1930-х і 1940-х роках. У фокусі Уріччіо також інтерактивний та учасницький документальний фільм, минуле і майбутнє телебачення, алгоритми та архіви, культурні ідентичності та «американізація» у ХХ і ХХІ століттях.

#### «Нові медіа-дослідження: окрім технологій»
В.Уріччіо виокремлює три аспекти інтеграції засобів масової інформації в контексті швидкого розвитку інформаційних технологій, величезного впливу засобів масової інформації на суспільство, увагу і зв'язки із засобами масової інформації. На його думку, зростаюча наука і технологія змушують ЗМІ постійно міняти свою форму, змінюючи визначення засобів масової інформації. Більш інтерактивні, більш низькі бар'єри для нових ЗМІ спокійно проникають в життя людей, а традиційні засоби масової інформації також прагнуть надати більше можливостей для спілкування та зворотного зв'язку для аудиторії. Це змінює відносини між ЗМІ та аудиторією. Нові медіа — це не просто інструмент комунікації, вони також означають зовсім інше життя, нову культуру.

## Основні сфери досліджень В. Уріччіо

#### Рання історія телебачення та її міжмедійні відносини
Уріччіо вважає, що генеалогія телевізійної служби більше пов'язана з телефоном і телеграфом, ніж візуальними системами зберігання інформації, такими як фотографії та фільми. Фактично, вчений стверджує, що телебачення передувало фільму як концепція, так і технологія. Його концептуальний відбиток можна знайти в багатьох аспектах першого десятиріччя кінематографії та існує глибокий зв'язок між деякими найпершими уявленнями та майбутнім телебачення, які все ще можна знайти у нашому уявленні. Одним з найбільш захоплюючих аспектів телебачення є його здатність змінювати форму та складні стосунки з іншими формами ЗМІ. Його міжгалузевий характер служить корисним евристичним інструментом, за допомогою якого можна дослідити власні межі визначення медіа та його вплив на сестринські медіа.

#### Мас-медіа в Німеччині під час нацистської епохи
Засоби масової інформації використовувалися щоденно та були інституціоналізовані для кардинально різних (і конкуруючих) цілей, таких як розширення телефонного зв'язку як радіоподібного (домашнього, навколишнього), кіноподібного (колективний публічний перегляд заходу) та як телеприсутність (військове розгортання). У період панування нацизму існує велика кількість документів, які дозволяють розглянути взаємодію корпоративних, урядових та військових партнерів у розвитку медіа середовища (на відміну від США чи Великої Британії). Також з ряду причин історія телебачення була глибоко оскаржена з обох сторін розділеної Німеччини, надаючи самодостатні докази ідеологам Сходу та Заходу та відображаючи розділені національні архіви. Уріччіо вважає нацистську Німеччину гарним прикладом побудови історії медіа.
У нацистській Німеччині мас-медіа використовувалися як інструмент служби нації. Німецький кейс являє собою екстремальний приклад логіки, яка визначає більшість прикладів післявоєнного європейського телебачення. У німецькому випадку обмеження було явно пов'язаних з конкретним і монолітним баченням нації і медіа-ефекту — формування нації через зв'язність і спільний досвід. Післявоєнна Європа також поділяла ті ж припущення щодо гегемонічних наслідків обмеженого режиму мовлення. Обмеження було домінуючим в німецькому (і європейському) випадку, забезпечуючи єдину електронну нервову систему для нації, її громадськісті і подій, з негласним утопічним сподіванням на єдність думок та уявлень в суспільстві.

#### Періодизація телебачення та його майбутнє
На думку вченого, минуле телебачення має надзвичайно важливе значення. Сьогоднішні занепокоєння технологіями DVR можуть бути корисними для вивчення, відображаючи паралельні побоювання, які супроводжувалися впровадженням пульта дистанційного керування та запису відео касет. YouTube пропонує хороший спосіб розглянути можливі тенденції у програмуванні та використанні Інтернет-протоколу. Тривалий час розвитку медіа дає можливість спостерігати за інтересами, притаманні певним періодам, та стимулює його розвиток. Уріччіо зацікавлений як у безперервності медіа, так і в його відмінностях. Кластеризовані в покоління чи періоди, ці відмінності варіюються від технології до інтерфейсу до галузей промисловості для використання, але через все це, навіть у розпал радикальної перебудови, телебачення залишається невизначеною концепцією.
Уріччіо описує сьогоднішні перетворення телебачення як радикальні, враховуючи це очевидно стабільне минуле. Стабільність телебачення вважається вченим ретельно сконструйованим станом. Деякі з залишків цього стану наявні у нашому сьогоденні як звички, які важко зламати. Незважаючи на радикальну фрагментацію телевізійних аудиторій і, потенційну доступність на цифрових ринках потоків даних, які відстежують кожну дію глядача, старі методи зберігають свої позиції. Уріччіо описує телебачення як різноманітний набір технологій і практик, сформований задовго до 1950-х років, і очевидний в останній період перетворень медіа. Нинішні зміни видаютьсяя не кінцем ери телебачення, а повернення до різноманіття, яке довго характеризувало медіа.
Період між 1950 і 1980 роками описується як такий, що допоміг досягти стабільності для нестабільних і не завжди зрозумілих медіа, створив референт для наших уявлень про специфіку медіа, допоміг замаскувати деякі з основних трансформацій медіа та продовжує формувати ключові припущення про взаємодію телебачення зі своїми аудиторіями. В. Уріччіо розглядає ці три десятиліття як малу частину історії розвитку медіа. Ця частина є надзвичайно важливою, але, злегка переставивши цю епоху і деякі її основні припущення про медіа, Уріччіо показує, що ця сукупність факторів і переконань так само деформує, як і формує історію медіа, осліплюючи людей щодо історії засобів масової інформації. Сьогодення телебачення знаходиться у періходному стані і, як таке, містить залишкові структури, висхідні до 1950-х років, а також нові методи протидії ім.

#### Телебачення як машина часу
Великий інтерес для Вільяма Уріччіо становить здатність телебачення відображати множинні часові рамки, переміщаючись між записаними і живими, перекриваючи їх з більшою регулярністю і постійно переміщаючи сегменти програм в нові контексти. Наслідки для значення і культурної пам'яті є центральними проблемами. ідея гетерохронії разом з кінематографічними уявленнями про монтаж, на думку Уріччіо, є корисними точками входу до досліджень цієї області. Ця галузь є дуже молодою і потребує подальших досліджень.

##### «Трансформація дисциплінарного статусу телевізійних досліджень: англо-американські події»
У праці «Трансформація дисциплінарного статусу телевізійних досліджень: англо-американські події» Уріччіо стверджує, що історія рухомого зображення вбудована у зміну культури передбачення та прийому. Вже в останній чверті XIX століття конкуруючі концепції та технологічні стратегії для рухомого іміджу боролися за панування. За цим процесом пролунала низка припущень стосовно бачення та його розширення та / або відтворення, яке було б передано голосу під час ранніх дебатів щодо ідентифікації у фільмі або знову в перші роки розгортання телебачення, коли воно прагнуло відрізнити себе від радіо та кіно, або ще раз у нашому віці, коли ми стикаємося із впровадженням нових репрезентаційних технологій. У нашому столітті кіно та телебачення стали двома домінуючими технологіями рухомих зображень, і тому більшість дискусій, як правило, зосереджувалися на процесах побудови взаємної ідентичності. З огляду на явне верховенство фільму у медійному середовищі, принаймні, як інституційної та культурної практики, Уріччіо визначає власну культурну історію телебачення як самозрозуміло конструйовану поряд з певним сприйняттям кінематографу.

## Основні праці

#### Багато життів Бетмена
Книга Багато життів Бетмена (англ. The many lives of Batman) написана Робертою Пірсон та Вільямом Уріччіо у 1991 році.
Ця праця є першим серйозним науковим дослідженням цього інтригуючого культурного явища. Маркетинг не єдина причина надзвичайного успіху Бетмена; він проходить через різноманітну аудиторію, яка захоплювалася героєм в колажі різноманітних медіа-проявів протягом всієї п'ятдесятирічної історії. Ці дубльовані життя висвітлюються в критичній антології, яка аналізує контексти виробництва та отримання характеру в широкому спектрі часу та форм ЗМІ.
З моменту свого дебюту у 1939 році Бетмен з'являвся в багатьох образах — оригінальний темний лицар 40-х років, «яскравий, сонячний хлопець» 50-х років, стриманий клоун 60-х років і нинішній складний персонаж, який включає в себе як одержимість та самотність, так і комедійні риси. У цих інтригуючих есе редактори Пірсон та Уріччіо (які на момент написання разом займаються дослідженняи масових комунікацій в Університеті штату Пенсильванія) вивчити причини зміни характеру Бетмена. Есе в цій колекції надають різного роду допомогу читачеві, який намагається інтерпретувати кілька версій Бетмена та нещодавню (зараз відступаючу) хвилю популярності Бетмена. Нариси показують рух конкуруючих «Батменів» та намагаються дати оцінку інтертекстуальним та екстересетологічним вимірам цієї мережі альтернатив. Деякі нариси мають антропологічний фокус, оскільки вони досліджують поведінку громад, які виробляють та споживають зображення Бетмена. Інші зосереджуються на значенні цих образів, хоча інтерпретації конкретних артефактів ніколи не втрачають уваги багаторазового та взаємозв'язаного характеру різних Бетмен-феноменів. Характеризуючись різноманітністю і взаємозв'язком, ці нариси роблять вагомий вклад у практику культурних досліджень. Кращі з цих нарисів є надзвичайно витонченими в їх адаптації критичних методологій до нових багаторазових і змінних форм розповідей про Бетмена. Праця Уріччіо та Пірсон є своєрідним введенням у критичні проблеми для сучасних дослідників Бетмена, вивчаючи серійний характер персонажу Бетмена, і звертаючи увагу на напруженість між множинністю та когерентністю у виробництві популярної культури.
Автори вказують на поступовий перехід індустрії коміксів з масових до спеціалізованих медіа, що супроводжується новими маркетинговими стратегіями та зміною культурних умов. Інтерв'ю з редактором Бетмена Деннісом О'Нілом та автором графічного роману Френком Міллером розкривають як творчі, так і ділові процеси у коміксах. Автори також досліджують суперечливі відносини Бетмена з Робіном, а також вплив вболівальників, який виражається в результаті телефонного опитування щодо вбивства Boy Wonder.

#### Ми, європейці? Медіа, репрезентація, ідентичність
Ми, європейці? Медіа, репрезентація, ідентичність (англ. We Europeans?: Media, representations, identities) — одна з найвідоміших праць Вільяма Уріччіо, написана у 2006 році.
Книга досліджує зв'язок між засобами масової інформації та ідентичністю по лініях розбіжностей та тріщин постійно змінюваних колективів, які складають Європу. В центрі цієї динаміки знаходяться люди, які, як виробники та користувачі засобів масової інформації, ведуть переговори про ідентичність, належність та значення. Колекція досліджує, як етнічні спільноти, релігії, смаки, покоління та мови перетинаються один з одним, взаємодіють між людьми та визначають спільноти. Незалежно від того, чи спрацьовують окремі бажання чи спільні фантазії, ці динамічні колекції використовують засоби масової інформації різними способами.
Звертаючись до таких тем, як фільми та телевізійні програми, євро, фотографії, листівки або пам'ятники суспільства, учасники відображають поняття «нові колективні», не в індивідуалістичному сенсі чи колективно, як нації, а як багаторазові та змінні ідентичності. З цієї точки зору, книга допитує процеси, які створюють та формують ідентичність та характеризують Європу, коли вона фізично розширюється та адміністративно консолідується. Нариси вивчають медіа-тексти як сайти мрій і прагнуть до тотожності, а також формулюють страхи та напруженість, що оточують використання транснаціональних ЗМІ, будь то для цілей культурної однорідності чи ізоляції. На основі романів, фільмів і преси, книга демонструє складні взаємодії історії та пам'яті. Ми, європейці? Медіа, репрезентація, ідентичність спрямовує науковців до читацької аудиторії, яка зацікавлена в аналізі тексту та політичних питаннях щодо медіа, ідентичності та багатьох переваг Європи.